# HMS Erin
HMS Erin – brytyjski pancernik z okresu I wojny światowej. Pierwotnie zamówiony przez Turcję, po wybuchu I wojny światowej przejęty przez Royal Navy.

## Historia
W 1909 Turcja podjęła decyzję o zamówieniu w brytyjskich stoczniach dwóch pancerników. Zamówienie było częścią programu modernizacji tureckiej marynarki wojennej, w wyniku którego zamówiono także 40 innych okrętów. Zamówione w Wielkiej Brytanii pancerniki miały zapewnić flocie tureckiej przewagę w rejonie Bałkanów. Stępkę pod pierwszy z zamówionych pancerników „Reshadiye” położono w stoczni Vickers 1 sierpnia 1911. Okręt był zmodernizowaną wersją pancerników typu King George V (I). Wodowanie nastąpiło 3 września 1913. Z przyczyn finansowych z budowy drugiej jednostki tego typu zrezygnowano, jednak na początku 1914 Turcja zdecydowała się przejąć zamówienie, z którego wycofała się Brazylia, któremu nadano imię „Sultan Osman I”.
Zgodnie z planem 2 sierpnia 1914 „Reshadiye” miał być przekazany Turcji. Godzinę przed przekazaniem okrętu tureckiej załodze na okręt weszli brytyjscy żołnierze i internowali turecka załogę. Winston Churchill podjął decyzję o przejęciu okrętu z powodu obaw o jego możliwe wykorzystanie przeciw Royal Navy w rozpoczętej dzień wcześniej I wojnie światowej. Decyzja ta spowodowała wzrost nastrojów antybrytyjskich w Turcji i przyczyniła się do przystąpienia tego kraju do wojny po stronie Niemiec. Wielka Brytania odmówiła wypłaty odszkodowania za okręty, za które Turcja zapłaciła 4 miliony funtów. Z uwagi na kłopoty budżetowe pieniądze na budowę okrętów pochodziły ze zbiórek wśród ludności. Znaczni ofiarodawcy byli wyróżniani specjalnym okolicznościowym medalem.
Po przejęciu przez Royal Navy okręt został wcielony do drugiej eskadry liniowej pod nazwą HMS „Erin”. Pancernik wziął udział w bitwie jutlandzkiej, gdzie został uszkodzony. W 1919 okręt przeniesiono do rezerwy, a w 1923 złomowano.